# Jamal Crawford
Aaron Jamal Crawford (Seattle, Washington; 20 de marzo de 1980) es un exjugador de baloncesto estadounidense que disputó 20 temporadas en la NBA. Mide 1,96 metros, y jugaba en la posición de escolta. Posee el récord (compartido junto con Lou Williams) de haber conseguido en mayor número de ocasiones el premio al Mejor Sexto Hombre de la NBA, con tres (en 2010, 2014 y 2016).

## Trayectoria deportiva

### Universidad
Crawford jugó un único año para los Wolverines de la Universidad de Míchigan, en la cual promedió 16,6 puntos, 4,5 asistencias y 2,8 rebotes por partido. Al finalizar la temporada, decidió ser declarado elegible en el Draft de la NBA.

#### Estadísticas
| Año     | Equipo   | PJ | PT | MPP  | %TC  | %3P  | %TL  | RPP | APP | ROB | TPP | PPP  |
| ------- | -------- | -- | -- | ---- | ---- | ---- | ---- | --- | --- | --- | --- | ---- |
| 1999–00 | Michigan | 17 | 15 | 33.9 | .412 | .327 | .784 | 2.8 | 4.5 | 1.1 | .9  | 16.6 |

### Profesional

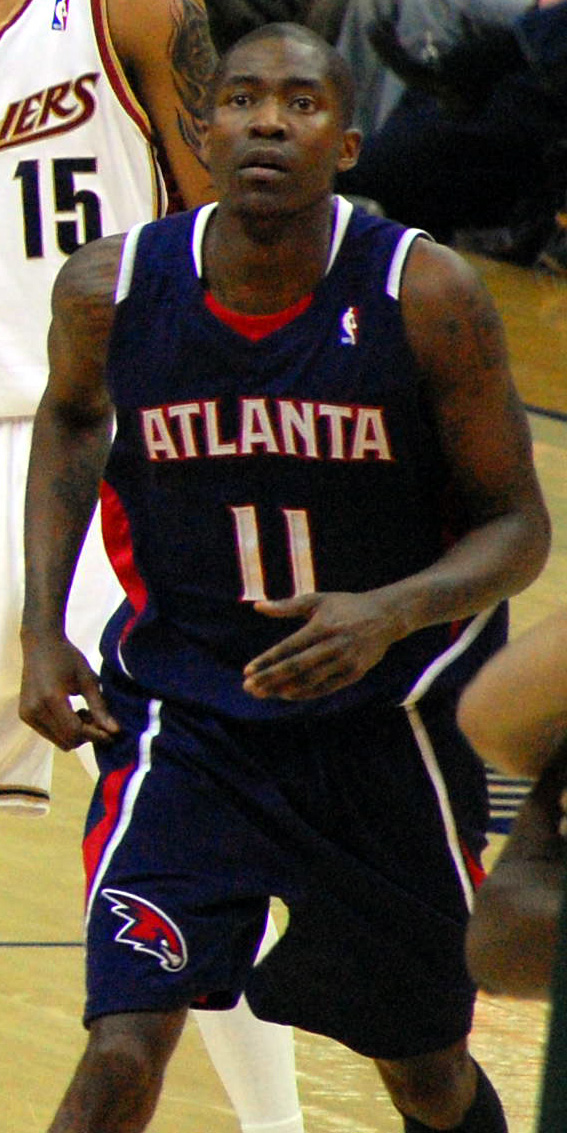
Crawford con los Hawks en 2010.

Fue seleccionado por los Cleveland Cavaliers en la octava posición de la primera ronda del Draft de la NBA de 2000, que inmediatamente lo traspasaron a los Chicago Bulls. En la Ciudad del Viento jugó durante 4 temporadas, pero no llegó a destacar hasta la última de ellas, cuando promedió 17,3 puntos y 5,1 asistencias. A pesar de ello, fue traspasado en 2004 a los New York Knicks, donde comparte titularidad con Stephon Marbury en el puesto de base.
Lleva el número 11 a la espalda como homenaje a uno de sus ídolos, el que fuera base de los Pistons Isiah Thomas. su mejor partido lo disputó en enero de 2007, cuando anotó 52 puntos en un partido (sexta mejor marca del equipo en toda su historia), incluidos 8 triples. En febrero de ese mismo año, una lesión de rodilla le ha hecho perderse el resto de la temporada, cuando estaba promediando 17,6 puntos y 4,4 asistencias por encuentro.
El 21 de noviembre de 2008, fue traspasado a Golden State Warriors a cambio de Al Harrington. El 21 de diciembre de ese mismo año se convirtió en el cuarto jugador de la historia en anotar 50 o más puntos con tres equipos diferentes, igualando a jugadores míticos como Wilt Chamberlain, Bernard King y Moses Malone.
El 24 de junio de 2009, fue traspasado a Atlanta Hawks por Acie Law y Speedy Claxton.
El 15 de diciembre de 2011, firmó con los Portland Trail Blazers. El 11 de julio de 2012 firma como agente libre con Los Angeles Clippers.
Durante su primera temporada en los Clippers, Jamal se ha convirtió en uno de los jugadores esenciales en la dinámica del equipo, junto a Chris Paul y Blake Griffin, promediando muy buenos números tanto en puntos como en asistencias, gracias en parte a su puesto de escolta.
El 8 de mayo de 2014, Crawford fue nombrado el Mejor Sexto Hombre del Año de 2014, ganando el premio por segunda vez en su carrera. Lideró la liga como reserva de la NBA en anotación con 18.6 puntos por partido, ayudando al acabado Clippers con su mejor marca en la historia del equipo (57-25).
Luego de una decepcionante temporada junto a Minnesota Timberwolves y a horas del inicio de la campaña regular 2018, Crawford firma con los Phoenix Suns por 1 año, optando al salario mínimo de veterano, US$2.4 millones. Phoenix Suns se convierte en el octavo equipo en la destacada carrera de Jamal.
El 10 de abril de 2019 , en el partido de despedida de Dirk Nowitzki en los Dallas Mavericks tras 21 años, Jamal anota 51 puntos con 39 años y 20 días con los Phoenix Suns, batiendo un récord que tenía en vigencia Michael Jordan. Además , se convertiría en el único jugador en la Historia en anotar 50 puntos con al menos 4 equipos distintos: Golden State Warriors, New York Knicks y  Chicago Bulls.
El 8 de julio de 2020, firma por los Brooklyn Nets, de cara la reanudación de la temporada 2019-20 en Orlando. Debutó el 4 de agosto de 2020, jugando  solamente 5 minutos y anotando 5 puntos y 3 asistencias pero retirándose lesionado de ella. De esta manera, se convertiría en el jugador más veterano en la historia de los Brooklyn Nets al disputar un partido con 40 años y 137 días, y el más veterano de la Liga tras la retirada de Vince Carter. También se convertiría en el octavo jugador en participar en veinte temporadas en la NBA, formando parte del selecto grupo de jugadores como el mencionado Carter (22), Robert Parish (21), Kevin Willis (21), Kevin Garnett (21), Dirk Nowitzki (21), Kareem Abdul-Jabbar (20) y Kobe Bryant (20). Además en ese momento era el jugador en activo, con  más partidos disputados y líder histórico en jugadas de 4 puntos de la NBA.

### Retirada
En noviembre de 2021 comenzó como comentarista de la NBA League Pass junto con Quentin Richardson.
Tras temporada y media sin jugar, el 20 de marzo de 2022, el día de su 42 cumpleaños, anuncia su retirada definitiva del baloncesto profesional en su cuenta de Twitter.

“Goodbye to the game, all the spoils the adrenaline rush.” Thank you basketball, I owe you everything…
"Adiós al juego, todo lo que estropea el subidón de adrenalina." Gracias baloncesto, te lo debo todo...

## Estadísticas de su carrera en la NBA
|  | Líder de la liga |

### Temporada regular
| Año     | Equipo        | PJ    | PT  | MPP  | %TC  | %3P  | %TL  | RPP | APP | ROB | TPP | PPP  |
| ------- | ------------- | ----- | --- | ---- | ---- | ---- | ---- | --- | --- | --- | --- | ---- |
| 2000-01 | Chicago       | 61    | 8   | 17.2 | .352 | .350 | .794 | 1.5 | 2.3 | .7  | .2  | 4.6  |
| 2001-02 | Chicago       | 23    | 6   | 20.9 | .476 | .448 | .769 | 1.5 | 2.4 | .8  | .2  | 9.3  |
| 2002-03 | Chicago       | 80    | 31  | 24.9 | .413 | .355 | .806 | 2.3 | 4.2 | 1.0 | .3  | 10.7 |
| 2003-04 | Chicago       | 80    | 73  | 35.1 | .386 | .317 | .833 | 3.5 | 5.1 | 1.4 | .4  | 17.3 |
| 2004-05 | New York      | 70    | 67  | 38.4 | .398 | .361 | .843 | 2.9 | 4.3 | 1.3 | .3  | 17.7 |
| 2005-06 | New York      | 79    | 27  | 32.3 | .416 | .345 | .826 | 3.1 | 3.8 | 1.1 | .2  | 14.3 |
| 2006-07 | New York      | 59    | 36  | 37.3 | .400 | .320 | .838 | 3.2 | 4.4 | 1.0 | .1  | 17.6 |
| 2007-08 | New York      | 80    | 80  | 39.9 | .410 | .356 | .864 | 2.6 | 5.0 | 1.0 | .2  | 20.6 |
| 2008-09 | New York      | 11    | 11  | 35.6 | .432 | .455 | .761 | 1.5 | 4.4 | .8  | .0  | 19.6 |
| 2008-09 | Golden State  | 54    | 54  | 38.6 | .406 | .338 | .889 | 3.3 | 4.4 | .9  | .2  | 19.7 |
| 2009-10 | Atlanta       | 79    | 0   | 31.1 | .449 | .382 | .857 | 2.5 | 3.0 | .8  | .2  | 18.0 |
| 2010-11 | Atlanta       | 76    | 0   | 31.1 | .421 | .341 | .854 | 1.7 | 3.2 | .8  | .2  | 14.2 |
| 2011-12 | Portland      | 60    | 6   | 26.9 | .384 | .308 | .927 | 2.0 | 3.2 | .9  | .2  | 13.9 |
| 2012-13 | L.A. Clippers | 76    | 0   | 29.3 | .438 | .376 | .871 | 1.7 | 2.5 | 1.0 | .2  | 16.5 |
| 2013-14 | L.A. Clippers | 69    | 24  | 30.3 | .416 | .361 | .866 | 2.3 | 3.2 | .9  | .2  | 18.6 |
| 2014-15 | L.A. Clippers | 64    | 4   | 26.6 | .396 | .327 | .901 | 1.9 | 2.5 | .9  | .2  | 15.8 |
| 2015-16 | L.A. Clippers | 79    | 5   | 26.9 | .404 | .340 | .904 | 1.8 | 2.3 | .7  | .2  | 14.2 |
| 2016-17 | L.A. Clippers | 82    | 1   | 26.3 | .413 | .360 | .857 | 1.6 | 2.6 | .7  | .2  | 12.3 |
| 2017-18 | Minnesota     | 80    | 0   | 20.7 | .415 | .331 | .903 | 1.2 | 2.3 | .5  | .1  | 10.3 |
| 2018-19 | Phoenix       | 64    | 0   | 18.9 | .397 | .332 | .845 | 1.3 | 3.6 | .5  | .2  | 7.9  |
| 2019-20 | Brooklyn      | 1     | 0   | 6.0  | .500 | .500 | .000 | .0  | 3.0 | .0  | .0  | 5.0  |
| Total   | Total         | 1,327 | 433 | 29.4 | .410 | .348 | .862 | 2.2 | 3.4 | .9  | .2  | 14.6 |

### Playoffs
| Año   | Equipo        | PJ | PT | MPP  | %TC  | %3P  | %TL   | RPP | APP | ROB | TPP | PPP  |
| ----- | ------------- | -- | -- | ---- | ---- | ---- | ----- | --- | --- | --- | --- | ---- |
| 2010  | Atlanta       | 11 | 0  | 31.9 | .364 | .360 | .845  | 2.7 | 2.7 | .8  | .1  | 16.3 |
| 2011  | Atlanta       | 12 | 0  | 29.8 | .394 | .350 | .824  | 1.3 | 2.5 | .8  | .3  | 15.4 |
| 2013  | L.A. Clippers | 6  | 0  | 26.8 | .387 | .273 | 1.000 | 2.0 | 1.7 | .5  | .2  | 10.8 |
| 2014  | L.A. Clippers | 13 | 0  | 24.1 | .398 | .342 | .886  | 1.5 | 2.0 | .9  | .2  | 15.5 |
| 2015  | L.A. Clippers | 14 | 0  | 27.1 | .360 | .243 | .867  | 2.1 | 1.9 | .9  | .2  | 12.7 |
| 2016  | L.A. Clippers | 6  | 1  | 33.2 | .379 | .190 | .880  | 2.2 | 2.2 | 1.7 | .0  | 17.3 |
| 2017  | L.A. Clippers | 7  | 0  | 27.9 | .422 | .240 | 1.000 | 1.4 | 1.9 | .6  | .1  | 12.6 |
| 2018  | Minnesota     | 5  | 0  | 24.6 | .447 | .412 | .769  | 2.6 | 2.4 | 1.0 | .0  | 11.8 |
| Total | Total         | 74 | 1  | 28.1 | .386 | .307 | .865  | 1.9 | 2.2 | .9  | .2  | 14.3 |